# Glenea bicolor
Glenea bicolor là một loài bọ cánh cứng trong họ Cerambycidae.